# Famille Join-Lambert
 (juillet 2024).
Si vous disposez d'ouvrages ou d'articles de référence ou si vous connaissez des sites web de qualité traitant du thème abordé ici, merci de compléter l'article en donnant les références utiles à sa vérifiabilité et en les liant à la section « Notes et références ».
Pour les articles homonymes, voir Join-Lambert et Lambert.
La famille Join-Lambert est une famille de la bourgeoisie normande, dont le patronyme est créé au XVIIIe siècle.

## Histoire
La famille Join-Lambert a connu neuf générations depuis le « fondateur ». Originaire de l’Hérault, fils de Hyacinthe Join et d’Anne Lambert, Bernard Join dit Join-Lambert (1743-1830) s’installe à Darnétal en banlieue rouennaise et devient maître teinturier en apprenant le métier auprès d’un oncle Lambert. Le nom composé apparaît vers 1760. Les Join-Lambert en tant que tels apparaissent donc en Haute-Normandie, et sont teinturiers pendant trois générations. À la quatrième génération, Arthur (1839-1917), orphelin à neuf ans et seul représentant masculin, devient homme de lettres et historien. Un changement radical d’orientation a ainsi lieu dans la famille, qui reste en Normandie. Ses premiers descendants furent en général juristes, universitaires, fonctionnaires de l’État.

## Personnalités
- Joseph-Hippolyte Join-Lambert (1812-1857), prêtre fondateur de l’Institution Join-Lambert à Bois-Guillaume transférée à Rouen et devenue récemment l’Institution Jean-Paul-II ;
- Arthur Join-Lambert (1839-1917), historien ;
- Octave Join-Lambert (1870-1956), paléographe et peintre ;
- André Join-Lambert (1875-1967), député puis sénateur de l'Eure ;
- François Join-Lambert (1904-1993), expert forestier, membre du Conseil économique et social ;
- Pierre Join-Lambert (1906-1983), conseiller d’État ;
- Michel Join-Lambert (1919-2000), prêtre oratorien, historien et professeur à l'Université de Strasbourg ;
- Marie-Thérèse Join-Lambert, présidente de l'Observatoire national de la pauvreté et de l'exclusion sociale de 1999 à 2005 ;
- Arnaud Join-Lambert (né en 1968), théologien catholique français ;